# Stefan Wójcik
Pour les articles homonymes, voir Wójcik.
Stefan Wójcik, né le 11 mai 1930, à Cracovie, en Pologne et décédé le 25 août 1984, est un ancien joueur de basket-ball polonais.

## Palmarès
- Champion de Pologne 1968